# Gianni Di Palma
Gianni Di Palma, all'anagrafe Giovanni Di Palma (Palermo, 7 marzo 1921 – Genova, 23 gennaio 2002), è stato un cantante italiano.

## Biografia
Entra all'EIAR vincendo, con Silvana Fioresi, il concorso per voci nuove indetto dall'ente radiofonico nel 1939, esordendo nello stesso anno ai microfoni della radio nell'orchestra Angelini e proseguendo quasi subito in quella di Barzizza.
Dotato di una voce melodica di tipo tradizionale, in questo periodo interpreta le canzoni Appuntamento con la luna (1939), Piemontesina (1939, con Silvana Fioresi), Ultime foglie (1940) e Ti-pi-tin (1940, con Oscar Carboni ed il Trio Lescano).
Dopo aver avuto una fortunata popolarità per un certo periodo, scompare ben presto dalle scene.